# اسکو (کالیفرنیا)
اسکو (به انگلیسی: Asco) یک منطقهٔ مسکونی در ایالات متحده آمریکا است که در شهرستان آلامیدا، کالیفرنیا واقع شده‌است. اسکو ۱۰۷ متر بالاتر از سطح دریا قرار دارد.